# Patricio Kaulen
Patricio Kaulen (Santiago, 8 d'abril de 1921 - íb., 23 de febrer de 1999), va ser un cineasta xilè.
Va iniciar la seva carrera al cinema com a actor i ajudant de direcció d' Escándalo, llargmetratge de Jorge Délano. Posteriorment va ser director tècnic dels films de José Bohr, fins que va ser contractat per Chilefilms com a cap de producció. En 1965 va ser nomenat president de Chilefilms, càrrec que va ocupar fins a 1970; durant aquest període produeix 36 documentals sobre el desenvolupament econòmic del país i inicia el noticiari Chile en marcha. També fou membre del jurat al Festival Internacional de Cinema de Sant Sebastià 1969.

## Filmografia
- Nada más que amor (1942)
- Encrucijada (1947)
- Largo viaje (1967)[3]
- La casa en que vivimos (1970)